# HŠK 즈린스키 모스타르
HŠK 즈린스키 모스타르(HŠK Zrinjski Mostar)는 보스니아 헤르체고비나에 있는 모스타르를 연고로 하는 축구 클럽이다. 이 팀은 1905년에 창단되었으며, 현재 보스니아 헤르체고비나 프리미어리그에 출전하고 있다.

## 역대 성적

### 국내 대회

#### 리그
- 보스니아 헤르체고비나 프리미어리그:
  -  우승 (9): 2004–05, 2008–09, 2013–14, 2015–16, 2016–17, 2017–18, 2021-22, 2022-23, 2024-25
  - 준우승 (1): 2006–07
- 헤르체고 보스니아 1부 리그:
  - 준우승 (2): 1993–94, 1997–98

#### 컵 대회
- 보스니아 헤르체고비나 컵:
  -  우승 (2): 2007–08, 2022-23

## 시즌

### 2023-24
보스니아헤르체고비나 역사상 처음으로 유럽 대항전에 나가게 되었다(유로파 컨퍼런스리그)
AZ알크마르와의 1차전에서 4-3 으로 이기며
```
대이변을 만들어냈다
```

아스톤빌라와의 2차전에서는 1-0 으로 패했다

## 선수 명단

### 현역
참고: FIFA 자격 규정에 따라 소속된 국가대표팀 국기를 표시합니다. 선수는 복수의 FIFA 비회원국 국적을 가지고 있을 수 있습니다.
| 번호 | 포지션 | 국적                  | 이름                    |
| ---- | ------ | --------------------- | ----------------------- |
| 10   | FW     | 크로아티아            | 토미슬라브 키시         |
| 17   | FW     | 크로아티아            | 마티야 말레키누시치     |
| 20   | MF     | 크로아티아            | 안토니오 이반치치       |
| 23   | MF     |                       | 스테파노 수르다노비치   |
| 27   | DF     | 세르비아              | 슬로보단 야코블리에비치 |
| 35   | GK     | 크로아티아            | 마르코 마리치           |
| 44   | DF     | 보스니아 헤르체고비나 | 토니 슈니치             |

| 번호 | 포지션 | 국적                  | 이름              |
| ---- | ------ | --------------------- | ----------------- |
| 90   | FW     | 크로아티아            | 토니 매직         |
| 91   | DF     | 크로아티아            | 마리오 티치노비치 |
| 99   | FW     | 보스니아 헤르체고비나 | 네마냐 빌비야     |

## 역대 감독
| 감독              | 임기        |
| ----------------- | ----------- |
| 이비차 바르바리치 | 2002 ~ 2003 |
| 스체판 데베리치   | 2003 ~ 2004 |
| 이비차 바르바리치 | 2017        |